# 龍帥之翼
《龍帥之翼》是川原正敏的日本漫畫作品，講談社出版，2016年起在《月刊少年Magazine》4月號連載，以楚漢相爭時期的軍師張良為主題。

## 登場角色
張良
史實登場人物。本來是張氏一門的旁支子弟，後來在嫡系宗家之主死後被其遺孀收為養子。
體能很差，外表看起來比實際年齡還輕。
黃石
一切不明的幼女。